# Tractomas
De Tractomas is een vrachtwagentype van de Franse constructeur Nicolas. De Tractomas is speciaal ontworpen voor het exceptioneel transport.

## Modellen
Alle Tractomas-modellen worden gebouwd met een Renault-cabine. Door de afmetingen en massa mogen deze trekkers in Europa niet zelf op de openbare weg rijden. Daarom worden ze per dieplader van de fabriek in Champs-sur-Yonne naar de haven vervoerd om te worden verscheept.

### D75
De Tractomas D75 is een 8x8-trekker, aangedreven door een Caterpillar 3412 DITTA-motor van 750 pk. De D75 werd gemaakt in opdracht van de Zuid-Afrikaanse vervoerder Rotran, die de trekkers in treinschakeling gebruikt voor het vervoer van Eskom-transformatoren met behulp van een ketelbrug door heel Zuid-Afrika.

### D90
De Tractomas D90 is een 8x8-trekker, aangedreven door een MAN D2842 LF 01 V12-motor van 760 pk. Voor een project in China werden door GPEC (Gujarat PowerGen Energy Co-Operation) 2 D90's besteld.

### D100
De Tractomas D100 is een 10x10-trekker, aangedreven door een Caterpillar 3412 E DITTA V12-motor van 900 pk. Deze motor wordt ook gebruikt in de Caterpillar D9R bulldozer. Ook de D100 werd door het Zuid-Afrikaanse Rotran besteld om samen met de D75 gebruikt te worden voor het vervoer van transformatoren. Leeg weegt de D100 41 ton, met volledige ballast 71 ton, en met daarbij een kleine leef-unit zelfs 74 ton. De trekker is technisch in staat om 600 ton te trekken. 
In 2006 kreeg de D100 een vermelding in het Guinness Book of Records als de grootste trekker voor wegtransport.